# Срещата на Карл
„Срещата на Карл“ (на английски: Carl's Date) е американска късометражна компютърна анимация от 2023 г., продуцирана от „Пиксар Анимейшън Студиос“, режисьор и сценарист е Боб Питърсън (който озвучава кучето Дъг), и е продуциран от Ким Колинс. Това отбелязва последната филмова роля на Едуард Аснър като гласа на Карл Фредриксен преди смъртта му. Оригинално насрочен да се излъчи премиерно в стрийминг платформата Дисни+ като последния епизод на поредицата „Дните на Дъг“, премиерата на филма е излъчена по кината на 16 юни 2023 г., заедно с анимационния филм на Пиксар – „Стихии“.

## Озвучаващ състав
- Едуард Аснър – Карл Фредриксен
- Боб Питърсън – Дъг/Алфа

## Премиера
Филмът е излъчен премиерно по кината на 16 юни 2023 г.

## В България
В България филмът е излъчен по кината на същата дата от „Форум Филм България“ преди „Стихии“ – на 2D и 3D.